# 4월 29일
4월 29일은 그레고리력으로 119번째(윤년일 경우 120번째) 날에 해당한다.

## 사건
- 1429년 - 백년 전쟁: 잔 다르크가 오를레앙 시를 영국으로부터 되찾았다.
- 1670년 - 교황 클레멘스 10세, 239대 로마 교황 취임.
- 1932년 - 상하이 폭탄 의거: 윤봉길이 중국 상하이의 홍커우 공원에서 일본 천황 생일인 천장절 기념식 도중 물통을 위장한 폭탄을 투척, 파견군 총사령관 시라카와 요시노리와 일본거류민단장 등이 사망했다.
- 1955년 - 소비에트 연방 원자로를 중국, 폴란드, 체코, 동독에 제공하는 협정에 서명하였다.
- 1988년 - 글라스노스트: 미하일 고르바초프가 소비에트 연방에서의 종교의 자유를 늘릴 것을 공표하였다.
- 1992년 - 미국에서 4·29 LA 폭동이 일어났다.
- 2005년 - 시리아가 29년간의 점령을 종료함으로써 레바논에서 철수하였다.
- 2007년 - 미국의 한 쇼핑몰에서 총기 난사 사건이 일어나 3명이 사망했다.
- 2008년 - 민족문제연구소와 친일인명사전편찬위원회는 친일인명사전 수록 대상자 4776명의 명단을 공개했다.
- 2011년 - 영국에서 엘리자베스 2세의 장손인 케임브리지 공작 윌리엄이 평민 출신 케이트 미들턴과 혼인했다.
- 2014년 - 미국에서 토네이도가 남동부 6개 주를 강타해 29명이 사망하였다.
- 2020년 - 이천 물류센터 공사장 화재가 발생했다.

## 문화
- 1988년 - 보잉 747-400이 첫 비행에 성공했다.
- 2005년 - 경기도 고양시에서 킨텍스 개장.
- 2015년 - 한국전력공사가 요르단 알 마나커에 세계 최대 57만3000㎾급 IPP3 디젤발전소인 암만아시아 디젤내연 발전소(Amman Asia Power Plant)를 준공했다.
- 2016년 - 수원문산고속도로 봉담 나들목 ~ 성채 나들목/소하 나들목 구간이 개통되었다.
- 2022년 - 대한민국의 MGTV 개국.

## 탄생
- 912년 - 헤이안 시대 중기의 무장 미나모토노 미쓰나카. (~997년)
- 1854년 - 프랑스의 과학자 앙리 푸앵카레. (~1974년)
- 1899년 - 미국의 재즈음악가 듀크 엘링턴. (~1989년)
- 1901년 - 일본의 제124대 천황 쇼와 천황. (~1989년)
- 1907년 - 미국의 영화 감독 프레드 진네만. (~1997년)
- 1917년
  - 미국의 심리학자 유리 브론펜브레너. (~2005년)
  - 대한민국의 영화 감독 한형모. (~1999년)
- 1920년 - 대한민국의 영화배우 나정옥. (~1988년)
- 1923년 - 미국의 영화 감독 어빈 커슈너. (~2010년)
- 1924년 - 프랑스의 발레리나 겸 가수 지지 장메르. (~2020년)
- 1929년
  - 대한민국의 배우 독고성. (~2004년)
  - 미국의 가수 에이프릴 스티븐스. (~2023년)
- 1930년 - 프랑스의 배우 장 로슈포르. (~2017년)
- 1933년 - 미국의 음악가 윌리 넬슨.
- 1934년 - 일본의 영화배우 타카라다 아키라. (~2022년)
- 1936년
  - 대한민국의 정치인 이종찬.
  - 인도의 지휘자 주빈 메타.
  - 잉글랜드의 은행가 제4대 로스차일드 남작 제이콥 로스차일드. (~2024년)
- 1937년
  - 대한민국의 공무원 이기욱. (~1983년)
  - 대한민국의 기업인 박용오. (~2009년)
- 1947년 - 브라질의 음모론자 올라부 지 카르발류. (~2022년)
- 1950년 - 일본의 작가, 번역가 요네하라 마리. (~2006년)
- 1952년 - 대한민국의 공무원, 정치인 송하진.
- 1954년 - 미국의 배우, 희극인 제리 사인펠드.
- 1955년
  - 대한민국의 기업인, 국회의원 김호연.
  - 미국의 영화배우 레슬리 조던. (~2022년)
- 1957년
  - 대한민국의 정치인 조길형.
  - 영국의 배우 다니엘 데이 루이스.
- 1958년 - 미국의 배우 미셸 파이퍼.
- 1960년 - 대한민국의 정치인 권성동.
- 1961년
  - 대한민국의 정치인 안규백.
  - 일본의 성우 타치키 후미히코.
- 1963년 - 대한민국의 기업인 이성화.
- 1964년 - 우크라이나의 언어학자 이리나 파리온. (~2024년)
- 1966년 - 대한민국의 기업인 이석주.
- 1967년 - 미국의 경제학자 댄 애리얼리.
- 1968년
  - 크로아티아의 외교관, 정치인, 제4대 대통령 콜린다 그라바르키타로비치.
  - 대한민국의 성우 최재익.
  - 일본의 비디오 게임, 디자이너 코이즈미 요시아키.
- 1969년
  - 대한민국의 유도 선수 정훈.
  - 대한민국의 정치인 김승수.
- 1970년
  - 대한민국의 법조인 김형준.
  - 대한민국의 대학교수 박영식.
  - 미국의 배우 우마 서먼.
  - 미국의 전 테니스 선수 앤드리 애거시.
  - 대한민국의 성우 정소영.
- 1973년 - 프랑스의 배우 다비드 벨.
- 1974년 - 일본의 성우 가와라기 시호.
- 1975년 - 대한민국의 배우 권민중.
- 1976년 - 일본의 성우 카와라기 시호.
- 1978년 - 캐나다의 배우 맷 오스틴.
- 1979년 - 대한민국의 축구 선수 이동국.
- 1980년
  - 아일랜드의 가수 키안 이건.
  - 대한민국의 가수 채다희.
- 1981년 - 대한민국의 배우 공상아.
- 1983년
  - 터키의 축구 선수 세미흐 셴튀르크.
  - 스웨덴의 축구 선수 헤드비그 린달.
- 1984년 - 베트남의 성우 후옌찌.
- 1985년 - 대한민국의 뮤지컬 배우 최재림.
- 1986년
  - 대한민국의 배우 변요한.
  - 대한민국의 배우 이채영.
- 1987년
  - 대한민국의 배우 금해나.
  - 대한민국의 청각장애인 작가 노선영.
  - 대한민국의 야구 선수 한기주.
  - 대한민국의 성우 황창영.
  - 독일의 축구 선수 올자이 샤한.
  - 독일의 사격 선수 크리스티안 라이츠.
  - 이탈리아의 테니스 선수 사라 에라니.
- 1988년
  - 대한민국의 가수 윤하.
  - 대한민국의 레이싱 모델 서진아.
  - 대한민국의 희극인 이창호.
  - 캐나다의 아이스하키 선수 조너선 테이브스.
- 1989년
  - 대한민국의 야구 선수 하준호.
  - 크로아티아의 축구 선수 도마고이 비다.
  - 일본의 축구 선수 오카다 쇼헤이.
  - 브라질의 배우 소피 샤를로치.
- 1990년 - 대한민국의 배우 차민지.
- 1991년
  - 대한민국의 래퍼 무스 (매드타운).
  - 대한민국의 배우 정혜성.
  - 대한민국의 배우 문지후.
  - 일본의 가수 스즈키 마리야.
  - 대한민국의 배구 선수 김희진.
  - 일본의 가수, 모델, 배우 오오세 카에데.
- 1992년 - 대한민국의 배구 선수 송희채.
- 1993년
  - 대한민국의 뉴스캐스터 정다인.
  - 대한민국의 배우 문용석
- 1994년
  - 대한민국의 가수 미아.
  - 대한민국의 가수 하람.
  - 이탈리아의 축구 선수 다니엘레 루가니.
  - 독일의 테니스 선수 도미니크 쾨퍼.
- 1995년
  - 대한민국의 축구 선수 김기수.
  - 일본의 축구 선수 기타가와 고헤이.
  - 대한민국의 골프 선수 서연정.
- 1996년
  - 오스트레일리아의 배우 캐서린 랭퍼드.
  - 대한민국의 스타크래프트 프로게이머 박진혁.
- 1997년 - 대한민국의 농구 선수 김예진.
- 1998년 - 대한민국의 가수 CAMO.
- 1999년 - 대한민국의 축구 선수 김세윤.
- 2000년 - 대한민국의 가수 미소.
- 2002년 - 대한민국의 배우 송수현.
- 2005년
  - 태국의 왕자 티빵꼰 랏사미촛.
  - 대한민국의 가수 다현. (로켓펀치)
- 2006년 - 미국의 배우 소치 고메즈.
- 2007년 - 스페인의 공주 소페인 인판타 소피아.
- 2008년 - 대한민국의 가수 최다솔.
- 2010년 - 대한민국의 배우 조이현.

## 사망
- 1426년 - 조선의 공주 태조의 차녀 경신공주. (?~)
- 1841년 - 조선의 가톨릭 순교자 김성우. (1795년~)
- 1951년 - 오스트리아의 철학자 루트비히 비트겐슈타인. (1889년~)
- 1971년 - 중국의 지질학자 리쓰광. (1889년~)
- 1980년 - 미국의 영화감독 앨프리드 히치콕. (1899년~)
- 1982년 - 대한민국의 기업인 정몽필. (1934년~)
- 1987년 - 미국의 농구인 거슨 존슨. (1938년~)
- 2008년 - 대한민국의 가수 김민수. (1985년~)
- 2014년 - 영국의 배우 밥 호스킨스. (1942년~)
- 2018년 - 대한민국의 군인 출신 정치가 신동관. (1926년~)
- 2020년
  - 인도의 영화배우 이르판 칸. (1967년~)
  - 라트비아의 육상 선수 야니스 루시스. (1939년~)
  - 영국의 첼로연주자 마틴 로벳. (1927년~)
- 2021년 - 미국의 기업인 앤 바이든스. (1919년~)
- 2022년
  - 대한민국의 군인 서동렬. (1934년~)
  - 미국의 영화배우 마이크 하제티. (1954년~)
- 2024년
  - 영국의 정치인 앤드루 스터넬. (1942년~)
  - 프랑스의 근대5종선수 장 피에르 주디첼리. (1943년~)
  - 우크라이나의 축구인 미하일로 포멘코. (1948년~)

## 기념일
- 세계 춤의 날(International Dance Day)
- 화학 전쟁의 희생자들에 대한 추모의 날
- 쇼와의 날: 일본
- 아리타 도자기 축제(Arita Ceramic Fair) 시작일: 일본 사가현 아리타정

## 같이 보기
- 전날: 4월 28일 다음날: 4월 30일 - 전달: 3월 29일 다음달: 5월 29일
- 음력: 4월 29일
- 모두 보기